# Atopomesus
Atopomesus is een monotypisch geslacht van straalvinnige vissen uit de familie van de karperzalmen (Characidae).

## Soort
- Atopomesus pachyodus Myers, 1927